# Пилиџ (Минесота)
Пилиџ (енгл. Pillager) град је у америчкој савезној држави Минесота.

## Демографија
По попису из 2010. године број становника је 469, што је 49 (11,7%) становника више него 2000. године.
| Група             | 2000.       | 2010.       |
| Белци             | 407 (96,9%) | 450 (95,9%) |
| Афроамериканци    | 0 (0,0%)    | 1 (0,2%)    |
| Азијати           | 4 (1,0%)    | 0 (0,0%)    |
| Хиспаноамериканци | 2 (0,5%)    | 6 (1,3%)    |
| Укупно            | 420         | 469         |